# رانيا مطر
رانيا مطر (مواليد 1964) فنانة لبنانية/ فلسطينية/ أمريكية وثائقية ومصورة بورتريه وفنون جميلة. تقوم بتصوير الحياة اليومية للفتيات والنساء في الشرق الأوسط والولايات المتحدة، بما في ذلك اللاجئات السوريات.

## سيرة شخصية
ولدت مطر ونشأت في لبنان، انتقلت إلى الولايات المتحدة عام 1984. تدربت في الأصل كمهندسة معمارية في الجامعة الأمريكية في بيروت وجامعة كورنيل، ثم درست التصوير الفوتوغرافي في مدرسة نيو إنجلاند للتصوير وورش عمل مين للتصوير الفوتوغرافي. دربت في ورش عمل تصوير فوتوغرافي للفتيات المراهقات في مخيمات اللاجئين في لبنان منذ عام 2009. تدرس الآن في كلية ماساتشوستس للفنون والتصميم وتعرض أعمالها في جميع أنحاء العالم.
صورت الفنانة العديد من الصور الفوتوغرافية، بما في ذلك هي وL'Enfant Femme ومحادثات صامتة والنساء في سن الرشد وفتاة وغرفتها و أطفال منسيون و حياة عادية. تستكشف صورها دراسات النوع الاجتماعي وغالبًا ما تفكر في اختلاف الهويات الوطنية. تصور L'Enfant Femme فتيات لم يبلغن سن المراهقة يعشن في الولايات المتحدة والشرق الأوسط، ويركز على توثيق العمر بين الطفولة والنضج. تصور الأمهات والبنات معًا وتقدم طبيعة عالمية للأنوثة في سلسلة المحادثات غير المعلنة. بدأت مطر مسلسلها "أطفال غير مرئيين" بعد زيارة بيروت عام 2014. لاحظت عدد الأطفال السوريين اللاجئين الذين كانوا في الشوارع يتسولون من أجل العمل والمال. هذه السلسلة توثق شخصية كل طفل. في عام 2017 ، أُدرج عمل مطر في بينالي العالم العربي المعاصر الذي أقيم في باريس في معهد العالم العربي.

## منشورات

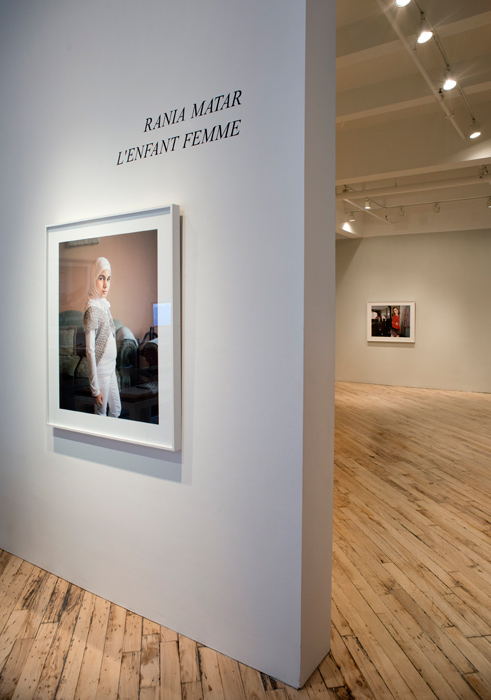
L'Enfant-Femme في كارول وأولاده

- حياة عادية (2009). بمقال أنتوني شديد. أختير كأفضل كتاب صور لعام 2009 من قبل مجلة Photo-Eye Magazine.[9]
- فتاة وغرفتها (2012). مع مقالات آن ويلكس تاكر وسوزان مينوت. أختير كأفضل كتاب صور لعام 2012 من قبل PDN و Photo-Eye و British Journal of Photography وFeature Shoot وL'Oeil de la Photographyie.
- L'Enfant-Femme (2016). بمقدمة من الملكة نور الأردنية، ومقالات كتبها لويس لوري وكريستين جريش. أختير كأفضل كتاب صور لعام 2016 من قبل مجلة PDN و Foto Infinitum، وكان اختيار الموظفين من قبل The Christian Science Monitor.[10]
- شي (2021). نشر بواسطة Radius Books مع مقالات من تأليف أورين زهرة ومارك أليس ديورانت.

## جوائزوتكريمات
- 2018: زمالة غوغنهايم، التصوير الفوتوغرافي، مؤسسة جون سيمون غوغنهايم التذكارية.[11]
- 2021: زمالة الفنانين من مجلس ماساتشوستس الثقافي.
- 2022: الفائز بجائزة Leica Women Foto Project.